# St. Jakobus (Hohensachsen)

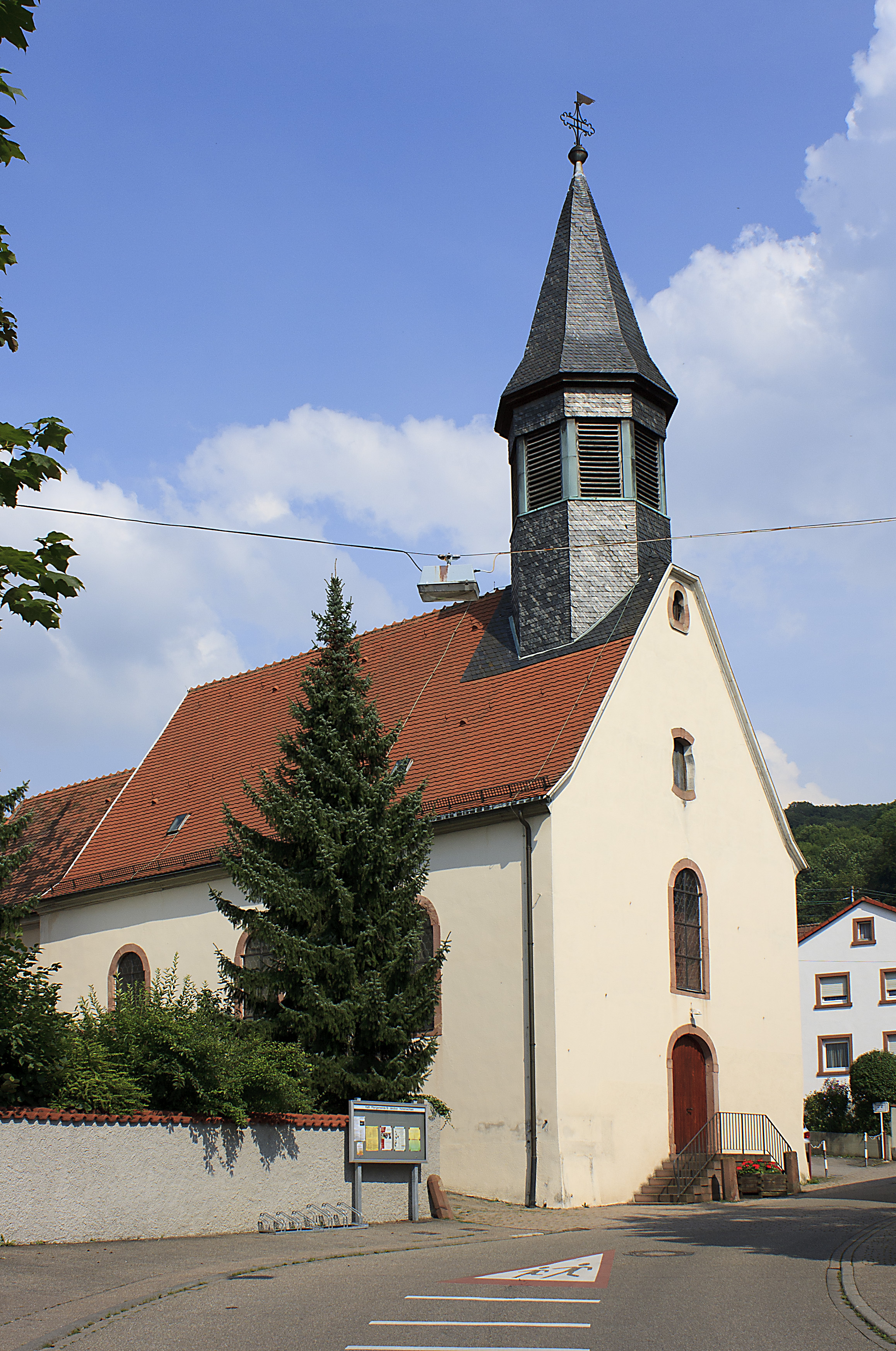
St. Jakobus

St. Jakobus ist eine römisch-katholische Kirche im Weinheimer Stadtteil Hohensachsen im Rhein-Neckar-Kreis im Nordwesten Baden-Württembergs. Sie wurde 1771/72 erbaut.

## Geschichte
989 wurde im Lorscher Codex erstmals eine Kirche in Sahssenheim urkundlich erwähnt, als Geriniva zwei Anteile an der „basilica“ dem Kloster Lorsch schenkte. Sie war Pfarrkirche der drei benachbarten Sachsenorte an der Bergstraße Lützelsachsen, Hohensachsen und Großsachsen und der Odenwald-Weiler Ritschweier und Oberkunzenbach. Das Patronatsrecht ging in der ersten Hälfte des 13. Jahrhunderts an die Pfalz. Ludwig II. schenkte es 1292 an die Deutschordenskommende Frankfurt. Das Patrozinium des heiligen Jakobus wurde erstmals im Spätmittelalter genannt. Das Wormser Synodale, ein Visitationsbericht der Pfarreien im Wormser Bistum, beschrieb 1494 außer dem seit 1423 bezeugten Katharinenaltar zwei Seitenaltäre.
1556 führte die Kurpfalz die Reformation ein. Als 1561 ein calvinistischer Prediger in Hohensachsen eingesetzt wurde, protestierte der Deutsche Orden, 1565 aber wurde der katholische Pfarrer von den Pfälzern endgültig vertrieben. Von nun an folgte die Pfarrei in Hohensachsen den Konfessionswechseln der Kurpfalz zwischen Reformierten und Lutheranern, im Dreißigjährigen Krieg auch wiederum katholisch. Während des Holländischen Kriegs wurde die Kirche 1674 von französischen Truppen niedergebrannt.
Ab 1685 regierten wieder katholische Kurfürsten die Kurpfalz. Die Katholiken in Hohensachsen wurden zunächst von einem Seelsorger der Weinheimer Karmelitenkirche betreut, bis im Jahr 1700 wieder eine Pfarrei eingerichtet wurde, deren Pfarrer der Deutsche Orden einsetzte. Ab 1705 begann der notdürftige Aufbau der Kirche, die bei der Pfälzischen Kirchenteilung den Katholiken zugesprochen wurde. Die Kirche stand allerdings hoch über dem Ort, der Weg dorthin war beschwerlich, so dass der Pfarrer 1744 den Bau einer Kapelle in Hohensachsen beantragte. Doch erst 1766 war sie fertiggestellt. Da St. Jakobus baufällig geworden war, entschloss man sich 1771 zu einem Neubau im Ort. Die Pläne stammten vom Heidelberger Maurermeister Matthias Morath, Bauleiter war Caspar Seiler. 1772 wurde die neue Kirche dem heiligen Jakobus geweiht. Der Dachreiter wurde 1812/13 von Baudirektor Dyckerhoff aufgesetzt. Die Kapelle wurde abgebrochen und die alte Jakobuskirche beim Friedhof verfiel. Die Reste der Turmruine wurden 1815 abgetragen.
1864, 1878, 1901, 1929, 1956, 1971/72, 1982/83 und 2004/06 wurde St. Jakobus jeweils renoviert. Die Pfarrei gehört heute gemeinsam mit den anderen Pfarreien in Weinheim sowie in Hirschberg an der Bergstraße zur Seelsorgeeinheit Weinheim-Hirschberg im Dekanat Heidelberg-Weinheim im Erzbistum Freiburg.

## Beschreibung

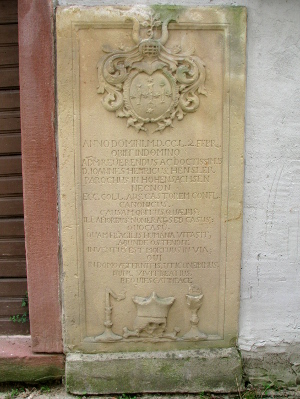
Grabstein an der Kirche

Die Kirche steht im Südosten von Hohensachsen an der Straße nach Ritschweier. Sie ist ein einfacher Barockbau mit dreiachsigem Langhaus und einem eingezogenen Chor mit 3/8-Schluss und einem achtseitigen Dachreiter. Zwei Grabsteine sind an der Kirche aufgestellt. Die stark verwitterte Grabplatte von Pfarrer Laemmermeyer († 1772) und der Grabstein von Pfarrer Hensler († 1750). Er war auf dem steilen Weg zur alten Kirche gestürzt und an den Verletzungen gestorben.
Der Innenraum der Kirche ist mit drei Barockaltären üppig ausgestattet. Der Hochaltar war 1760/70 entstanden und stammt aus Schloss Bürgeln. Er kam 1920 in die katholische Kirche in Leimen und dann 1955 nach Hohensachsen. Die Statue des hl. Josef wurde zum hl. Jakobus umgedeutet. Die beiden Seitenaltäre wurde 1805 erworben. Sie waren 1730 von der Adelsfamilie Ulner von Dieburg für die Weinheimer Laurentiuskirche gestiftet worden. Auf dem linken Seitenaltar befindet sich eine Muttergottesstatue auf dem rechten eine Statue des heiligen Johannes Nepomuk. Das Gemälde der Krönung Mariens im Himmel wurde ebenfalls 1805 von der Weinheimer Deutschordenskirche erworben. Es stammt aus der zweiten Hälfte des 17. Jahrhunderts.
Die Orgel wurde von Karl Göckel 1985 erbaut. Das Gehäuse und einige Register der Vorgängerorgel von Xaver Mönch aus dem Jahr 1901 blieben dabei erhalten. Das Instrument hat 17 Register auf zwei Manualen und Pedal.